# Dayne St. Clair
Dayne Tristan St. Clair (ur. 9 maja 1997 w Pickering) – kanadyjski piłkarz pochodzenia trynidadzkiego występujący na pozycji bramkarza, reprezentant Kanady, od 2020 roku zawodnik amerykańskiej Minnesoty United.